# Berezovskiy
Berezovskiy — дебютный студийный альбом екатеринбургской хип-хоп группы АК-47, выпущенный осенью 2009 года лейблом Gazgolder. Альбом назван в честь родного города группы.

## Рецензии
Двое подонков с уральской земли пришли, увидели и победили. АК-47, Витя и Максим – это герои всех поколений разом, двоечники и хулиганы, рыцари без страха и упрека и джентльмены без золотого пистолета. АК-47 не имеет аналогов, а любые параллели, будь то с Ноггано или Сявой, неосмотрительны.
— Пишет Андрей Никитин в журнале Billboard
Рэп от АК – безостановочный поток сознания, редко ограниченный рамками темы. Иногда кажется, что эти куплеты можно переставлять из песни в песню без ущерба для смысла. Это действительно очень простая читка (правоверные рэперы уверены, что способность быстро и на разные лады выговаривать слова играет главную, решающую роль в творческой судьбе песни – не станем их разубеждать). У АК, кстати, и биты почти всегда сделаны по старинке: без изысков, с очень простым и действенным грувом. И да, почти в каждом треке читают про "траву люблю, хоть я и не из дачников" и про "едут все по клубам в очках жевать жевачку".
— пишет Андрей Никитин на сайте Rap.ru

## Список композиций
| №   | Название                           | Текст песни                               | Музыка         | Длительность |
| --- | ---------------------------------- | ----------------------------------------- | -------------- | ------------ |
| 1.  | «АК АК»                            | Макси АК, Витя АК                         |                | 6:01         |
| 2.  | «Витя и Максим»                    | Витя АК, Макси АК                         |                | 3:47         |
| 3.  | «Алё, это Пакистан?» (feat. Liman) | Макси АК, Витя АК, Liman                  |                | 3:28         |
| 4.  | «Братц»                            | Витя АК, Макси АК                         |                | 4:02         |
| 5.  | «Пол Второго» (feat. Mad Bustazz)  | Витя АК, 9 Грамм                          |                | 3:57         |
| 6.  | «Ак Вот Так-То»                    | Витя АК, Макси АК                         |                | 4:10         |
| 7.  | «Патриотический»                   | Макси АК, Витя АК                         |                | 3:33         |
| 8.  | «Ни Че Не Продаете?»               | Макси АК, Витя АК                         |                | 3:06         |
| 9.  | «Школа» (feat. ОД Белый Рэп)       | Ramzes, Витя АК, ДБР, Винт, Витяй Счастье | Beat Maker Tip | 4:33         |
| 10. | «Кругом Тонирован»                 | Витя АК                                   |                | 3:55         |
| 11. | «Максим На Связи»                  | Макси АК, Витя АК                         |                | 3:31         |
| 12. | «Пландыши»                         | Макси АК, Витя АК                         |                | 2:34         |
| 13. | «У Щет Мен»                        | Витя АК, Макси АК                         |                | 3:05         |
| 14. | «Слышь, Малыш»                     | Макси АК, Витя АК                         |                | 4:11         |
| 15. | «Эй, Не Пизди!»                    | Витя АК, Макси АК                         |                | 4:51         |
| 16. | «Ы Да Ы»                           | Витя АК, Макси АК                         |                | 4:49         |